# اداکروکی
اداکروکی (به انگلیسی: Addakurukki) در هند است که در تامیل نادو واقع شده‌است.

## خصوصیات
اداکروکی ۴٫۰۳ کیلومترمربع مساحت و ۱٬۰۸۸ نفر جمعیت دارد.